# ジャズ・クラブ
ジャズ・クラブ（英語: jazz club）は、ジャズの生演奏を、主な娯楽として提供する施設。こうした施設は、（米国などでは）集合住宅の地下に設けられていることもよくある。音楽演奏の場となる他の施設に比べ規模は小さいが、これは、ジャズの演奏会における親密な雰囲気や、ジャズへの関心が長期的に後退していることなどが反映されたものである。「クラブ」という名が付いてはいるが、ジャズ・クラブは一般的に会員制度があったり、非会員を入場させなかったり、というようなことはしない。 

## 主なジャズ・クラブ
アメリカ合衆国：
- ニューヨーク
  - イリジウム・ジャズ・クラブ
  - ヴィレッジ・ヴァンガード
  - カフェ・ボヘミア
  - バードランド
  - ブルーノート
  - ミントンズ・プレイハウス
- ボストン
  - ウォーリーズ・カフェ